# Juan Sanguino
Juan Sanguino Valverde (Cáceres, 19 de febrero de 1980) es un exjugador de baloncesto español.

## Biografía
Nacido en 1980 en la ciudad de Cáceres se formó como jugador en las categorías inferiores del histórico Cáceres CB, llegando incluso a disputar varios partidos en la ACB con dicho club.
Tras el descenso del club extremeño a la liga LEB (temporada 2002-03), inició una nueva etapa enrolado en las filas del CB Ourense, también de la liga LEB en el que permaneció durante tres temporadas (2003-06) para posteriormente fichar por el Aguas de Valencia Gandía de la misma categoría.
Tras su paso por Gandía, regresa a su ciudad natal para jugar en el recién creado Cáceres Ciudad del Baloncesto de la LEB de plata, siendo nombrado inmediatamente capitán del mismo. En la temporada 2007-08 fue uno de los jugadores más destacados del conjunto extremeño al que ayudó a llegar a los play-off de ascenso a liga LEB Oro, aunque finalmente cayeron derrotados en semifinales por lo que no pudieron lograr el objetivo del ascenso. No obstante, Sanguino jugaría la temporada 2008-09 en la propia LEB Oro con el Cáceres Ciudad del Baloncesto ya que el equipo consiguió hacerse con la plaza a la que renunció el CB Alcudia por problemas económicos y continuó haciéndolo en la misma durante las temporadas 2009-10, 2010-11 y 2011-12 siempre en calidad de capitán del equipo, disputando su último encuentro como profesional el 29 de mayo de 2012.
Juan Sanguino es considerado un jugador histórico del Cáceres Basket, siendo uno de los hombres que más partidos ha disputado (141) en la historia del club. El 23 de marzo de 2013 se le rindió homenaje retirando la camiseta con su dorsal (el número 8), cuya réplica se exhibe en el techo del Pabellón Multiusos de Cáceres.

## Perfil como jugador
Con 2.06 metros de estatura, Sanguino juega en la posición de pívot destacando sobre todo en labores defensivas, aunque eso no impide que tenga un buen tiro de media distancia que puede hacer mucho daño a las defensas rivales.

## Trayectoria deportiva
- 1999-2001: Fundación Cáceres (liga EBA) y Cáceres CB (liga ACB)
- 2001-2003: Cáceres CB (liga ACB)
- 2003-2005: CB Ourense (liga LEB)
- 2005-2006: CB Ourense (liga LEB 2)
- 2006-2007: Aguas de Valencia Gandía (liga LEB)
- 2007-2008: Cáceres Ciudad del Baloncesto (LEB Plata)
- 2008-2012: Cáceres Ciudad del Baloncesto (LEB Oro)